# Rudolf Neubert
Rudolf Neubert (* 31. Januar 1898 in Dresden; † 13. Mai 1992 ebenda) war ein deutscher Hygieniker und Hochschullehrer.

## Leben
Von 1916 bis 1918 leistete er während des Ersten Weltkrieges seinen Militärdienst als Frontsoldat bei Verdun. Nach Kriegsende absolvierte er ein Medizinstudium an den Universitäten Jena, Freiburg sowie München und promovierte 1923 zum Dr. med.
Nach einer Tätigkeit an der Tbc-Heilstätte Hohwald wechselte er nach Dresden und wurde wissenschaftlicher Mitarbeiter am Deutschen Hygienemuseum. Obwohl er zum 1. Mai 1933 der NSDAP beigetreten war (Mitgliedsnummer 2.453.796), verlor er noch im selben Jahr seine Anstellung am Deutschen Hygienemuseum.
Von 1933 bis 1939 arbeitete Neubert als niedergelassener Arzt in Dresden-Hellerau. Während des Zweiten Weltkrieges war er bis 1945 Militärarzt bei der Wehrmacht, zuletzt im Rang eines Oberstabsarztes.
Nach Kriegsende war er  1945/46 stellvertretender Dezernent für Gesundheitswesen in Dresden und kehrte 1946 als Wissenschaftlicher Direktor ans Hygienemuseum zurück, wurde aber im Folgejahr wegen seiner NSDAP-Mitgliedschaft entlassen. Von 1948 bis 1952 war er Dozent für Anatomie an der Hochschule für Bildende Künste Dresden. 
Von 1952 bis zu seiner Emeritierung 1963 war Neubert Inhaber des Lehrstuhls für Sozialhygiene und Direktor des Instituts für Sozialhygiene an der Friedrich-Schiller-Universität Jena, die letztere Funktion übte er nebenamtlich bzw. kommissarisch auch an der Medizinischen Akademie Erfurt aus. Von 1956 bis 1965 stand er der Internationalen Union für Schul- und Universitätshygiene und -medizin vor. 
Neubert war Verfasser zahlreicher populärer Werke zu Aufklärung und Hygiene und Präsidiumsmitglied des Deutschen Roten Kreuzes der DDR.
Sein Nachlass befindet sich im Hauptstaatsarchiv Dresden.

## Ehrungen
- Verdienter Arzt des Volkes (1964)[2]
- Vaterländischen Verdienstorden in Silber (1978)[3]
- Hufeland-Medaille[2]
- Verdienstmedaille der DDR[2]

## Werke (Auswahl)

### Wissenschaftlich
- Lehrbuch für Gesundheitshelfer, Berlin 1953
- Grundriß der Sozialhygiene, Jena 1958

### Populärwissenschaftlich
- Das neue Ehebuch (Erstauflage 1957; 21. Auflage 1972)
- Die Geschlechterfrage
- Fragen und Antworten zum „Neuen Ehebuch“ und zur „Geschlechterfrage“
- Gesundheit und geistige Arbeit
- Ärzte geben Rat, Teil 1: Das Geheimnis froher Menschen
- Das Kleinkind. Zur Erziehung in der Familie, Berlin: Volk und Wissen 1966

### Erinnerungen
- Mein Arztleben (Autobiografie; Erstauflage 1974)